# Agrone (re di Lidia)
Agrone (fl. XIII secolo a.C.) fu re di Lidia a partire dal 1221 a.C.
Figlio di Nino, nipote di Belo e pronipote di Alceo (figlio di Eracle), fu il primo sovrano della dinastia eraclide a regnare sulla Lidia. Secondo la tradizione, questa dinastia usurpò il trono a una famiglia locale subentrando gradualmente alla stessa. Dati i nomi degli appartenenti a questa dinastia, è probabile fossero governatori o principi di origine assira e che la loro venuta risalisse al periodo delle infiltrazioni assire in Asia Minore.